# Locomotiva FS E.321 (a terza rotaia)
Le locomotive E.321 sono state un gruppo di 17 locomotive elettriche a terza rotaia, costruite dalle Ferrovie dello Stato italiane per l'esercizio sulle linee varesine e sulla linea passante in sotterraneo di Napoli.

## Storia
Le E.321 nacquero come evoluzione e perfezionamento delle precedenti E.320. Vennero costruite, in numero di 17 unità, dalle Officine Meccaniche di Milano per la parte meccanica e dal Tecnomasio Italiano-Brown-Boveri per la parte elettrica a partire dal 1923 per garantire l'effettuazione di treni viaggiatori a composizione pesante sulla linea elettrificata a terza rotaia Milano-Varese-Porto Ceresio e per l'impiego sulla metropolitana FS di Napoli.

## Caratteristiche
Le locomotive erano costituite da una cassa unica centrale, seguendo l'impostazione tipica del tempo, con cabine di guida alle due estremità e pancone praticabile alle due testate. Il tutto era montato su un telaio rigido il cui carro poggiava su tre assi motori accoppiati del diametro di 1500 mm con due carrelli simmetrici portanti alle due estremità (rodiggio 1-C-1). Le apparecchiature elettriche erano contenute nel corpo centrale; due motori di trazione a corrente continua fornivano la potenza complessiva di 1450 kW ed erano in grado di far raggiungere alla locomotiva la velocità massima di 95 km/h. La trasmissione del moto ai tre assi accoppiati a bielle avveniva per mezzo di un nuovo tipo di biella motrice a "V" molto simile a quella delle locomotive trifase. La massa complessiva in assetto dimarcia della locomotiva era di 69 t di cui 48 costituivano il peso aderente.